# Kabaria spinisterna
Kabaria spinisterna är en tvåvingeart som beskrevs av Richards 1966. Kabaria spinisterna ingår i släktet Kabaria och familjen hoppflugor.
Artens utbredningsområde är Kongo. Inga underarter finns listade i Catalogue of Life.